# Wellington Paulista
Wellington Paulista, właśc. Wellington Pereira do Nascimento (ur. 22 kwietnia 1984, w São Paulo) – brazylijski piłkarz, grający na pozycji napastnika w Criciúmie, gdzie przebywa na wypożyczeniu z Cruzeiro EC.

## Kariera piłkarska

### Kariera klubowa

#### Wczesne lata
Wellington swoją karierę z piłką rozpoczynał w Juventus-SP - klubie z przedmieść São Paulo. Po kilku latach grania już w drużynie seniorów, przeniósł się do hiszpańskiego Deportivo Alavés, grającego wówczas w Segunda División. Po roku spędzonym w Hiszpanii, Brazylijczyk wrócił do ojczyzny i podpisał kontrakt z Botafogo.

#### Cruzeiro
Po sezonie 2008, napastnik podpisał kontrakt z Cruzeiro EC, dla którego strzelił tylko w samej lidze 39 goli. W 2011 roku został wypożyczony do SE Palmeiras, jednak po rozegraniu zaledwie 6 spotkań w lidze, wrócił on do Cruzeiro.

#### West Ham United
11 stycznia 2013 zawodnik został wypożyczony do West Ham United do końca sezonu, z opcją wykupienia i podpisania 3-letniego kontraktu.

## Sukcesy

### Sukcesy klubowe
Botafogo
- Mistrz stanu Rio de Janeiro 2008

Cruzeiro
- Mistrz stanu Minas Gerais 2009